# Gemma (sous-marin)
Pour les articles homonymes, voir Gemma.
Le Gemma (en français : Gemme) est un sous-marin de la classe Perla (sous-classe de la Serie 600, en service dans la Regia Marina lancé au milieu des années 1930 et ayant servi pendant la Seconde Guerre mondiale.

## Caractéristiques
Les sous-marins de la classe Perla sont des sous-marins de petite croisière dérivés de la série Sirena, pour lesquels ils subissent une légère augmentation du déplacement et de la distance parcourue grâce aux améliorations et à l'installation de nouveaux équipements de climatisation ; des équipements plus modernes sont également installés à bord, notamment un radiogoniomètre pouvant être contrôlé depuis l’intérieur du navire. Entre les sous-marins construits à Monfalcone et ceux construites à La Spezia, il y a des différences extérieures, surtout à l'extrémité du massif. 
Leur déplacement à pleine charge prévu était de 695 tonnes en surface et de 855 tonnes en immersion, mais variait quelque peu selon le sous-marin et le constructeur. Les sous-marins avaient une longueur de 60,20 m, une largeur de 6,4 m et un tirant d'eau de 4,6 m à 4,70 m.
Pour la navigation en surface, les sous-marins étaient propulsés par deux moteurs diesel Fiat, chacun entraînant un arbre porte-hélice d'une puissance totale de 675-750 ch (503-559 kW). En immersion, chaque hélice était entraînée par un moteur électrique CRDA de 400 ch (298 kW). Ces moteurs électriques étaient alimentés par une batterie d'accumulateurs au plomb composée de 104 éléments. Ils pouvaient atteindre 14 noeuds (26 km/h) en surface et 7,5 noeuds (13,9 km/h) sous l'eau. En surface, la classe Perla avait une autonomie de 5 200 milles nautiques (9 600 km) à 8 noeuds (15 km/h), en immersion, elle avait une autonomie de 74 milles nautiques (137 km) à 4 noeuds (7,4 km/h).
Les sous-marins étaient armés de six tubes lance-torpilles internes de 53,3 cm (21,0 in), quatre à l'avant et deux à l'arrière. Une torpille de rechargement était transportée pour chaque tube, pour un total de douze. Ils étaient également armés d'un canon de pont de canon OTO de 100 mm (4 pouces) pour le combat en surface. L'armement antiaérien léger consistait en une ou deux paires de mitrailleuses Breda Model 1931 de 13,2 mm (0,52 in).

## Construction et mise en service
Le Gemma est construit par le chantier naval Cantieri Riuniti dell'Adriatico (CRDA) de Monfalcone en Italie, et mis sur cale le 7 septembre 1935. Il est lancé le 21 mai 1936 et est achevé et mis en service le 8 juillet 1936. Il est commissionné le même jour dans la Regia Marina.

## Historique
Après son achèvement, le Gemma est déployé à Messine, dans le cadre du XXXVe Escadron de sous-marins,.
En 1936 et 1937, il effectue deux croisières d'entraînement dans les eaux du Dodécanèse, sous le commandement du lieutenant de vaisseau (tenente di vascello) Mario Ciliberto.
Il participe clandestinement, sous le commandement du lieutenant de vaisseau Carlo Ferracuti, à la guerre d'Espagne avec une seule mission, commencée le 27 août 1937 et terminée le 5 septembre, complètement sans résultat (aucune unité ennemie n'a même été aperçue).
En 1938, toujours sous le commandement du commandant Ferracuti (qui sera remplacé par le lieutenant de vaisseau Vincenzo D'Amato le 4 mars 1939), est envoyé avec le Perla à la base de Massaua, sur la mer Rouge. Au printemps 1939, il croise dans l'océan Indien avec le Perla, pour vérifier les qualités de la classe dans les mers chaudes pendant la saison des moussons. Les résultats sont décourageants. En raison de la violence de la mer (jusqu'à la force 9), il est impossible d'utiliser l'armement et il est même très difficile de maintenir l'altitude du périscope. On a également souligné le fait qu'il y avait des fuites du dangereux chlorure de méthyle (il n'y avait que l'équipage du Perla, resté en mer Rouge, pour subir les effets dévastateurs de ce gaz en juin 1940).
Vers la fin de 1939, il retourne en Méditerranée et est affecté à La Spezia, dans le XIVe Escadron de sous-marins (Ie Grupsom).
Dès l'entrée de l'Italie dans la Seconde Guerre mondiale, il est stationné à Leros, sous le commandement du lieutenant de vaisseau Guido Lanza Cordero di Montezemolo, affecté au XIIIe escadron,,.
Il est employé dans le nord de la mer Égée, effectuant un total de 4 missions offensives-exploratoires, pour un total de 2 509 milles nautiques (4 646 km) de navigation en surface et 951 milles nautiques (1 761 km) sous l'eau,.
Plus précisément, le Gemma a effectué une première mission au large de Chios du 10 au 15 juin 1940, une deuxième dans les eaux au large de Sollum du 30 juin au 8 juillet, et une troisième du 7 au 16 août au nord de la Crète ; dans aucune de ces missions, elle n'a obtenu de résultats.
Le 30 septembre, il quitte Leros pour se rendre dans le canal de Caso, qui est divisé en trois secteurs d'embuscade : celui du nord, sous la juridiction du Gemma, qui devait y rester jusqu'au 8 octobre, celui du centre du Ametista et celui du sud du Tricheco. Il atteint sa zone de surveillance le 1er octobre, mais le 3, il reçoit l'ordre de se déplacer plus à l'est, dans une zone située entre Rhodes et Scarpanto.
La perte du sous-marin est le résultat d'un cas tragique de tir ami, causé par une confusion dans la transmission des messages. Le 6 octobre, le Gemma reçoit l'ordre de rentrer à sa base, mais cet ordre n'est jamais parvenu au sous-marin. De même, un autre sous-marin, le Tricheco, déjà mentionné, n'a pas été informé de la présence du Gemma dans une zone qu'il doit traverser pour un retour rapide à Leros, déterminé par la blessure d'un homme.
A 1h15, le Tricheco repère le Gemma, mais, dans l'obscurité et en l'absence d'informations sur la présence de sous-marins italiens dans la zone (en raison de l'impossibilité de reconnaissance de nuit, tout sous-marin non identifié était considéré comme ennemi s'il n'y avait pas d'informations indiquant la présence d'unités amies dans la zone), il le considère comme une unité ennemie, et six minutes plus tard, il lui lance deux torpilles à courte distance qui frappent le Gemma au milieu du navire, qui coule instantanément avec tout son équipage à la position géographique de 35° 30′ N, 27° 18′ E (à 3 milles nautiques (5,5 km) par 78° de Kero Panagia sur l'île de Scarpanto),,.
Le sous-marin a coulé avec le commandant Cordero di Montezemolo, quatre autres officiers et 39 sous-officiers et marins,.